# The Glee Project
The Glee Project je americká reality show, kterou pořádala televizní stanicí Oxygen. Soutěžící musel zaujmout například zpěvem, herectvím, tancem atd. Hlavní cena pro vítěze byla možnost zahrát si v minimálně sedmi episodách televizního seriálu Glee. Celá show byla rozdělena do deseti epizod v rámci jedné série.
Damian McGinty a Samuel Larsen byli vyhlášeni vítězi první série. Finalisté Lindsay Pearce a Alex Newell budou v Glee také hrát a to ve dvou epizodách.
Druhá série Glee Projectu má o jednu epizodu více, tedy dohromady jedenáct epizod. Vysílá se od 14. července 2012. Vítězem druhé série se stal Blake Jenner.

## Proces soutěže
Každá epizoda Glee Projectu je daná hlavním tématem a týká se událostí, ke kterým došlo v časovém rozpětí jednoho týdne.

### Domácí úkol
Soutěžícím je dán „domácí úkol“, což znamená učení a procvičování vybraných písní. Na začátku každé epizody soutěžící plní domácí úkol před tajemným hostem epizody (vždy někdo spjat s Glee a s hlavním tématem epizody). Soutěžící, který splnil domácí úkol nejlépe získá jedno sezení s hostující hvězdou a hlavní roli ve společném videoklipu.

### Videoklip (skupinové představení)
Poté soutěžící vytvoří hudební videoklip „inspirovaný výkony v Glee“. V přípravě na videoklip soutěžící nahrají svou část písně v profesionálním hudebním studiu s hlasovou poradkyní Nikki Anders. Také se naučí choreografii od Zacha Woodla a/nebo jeho asistentky Brook Lipton. Celý proces sleduje castingový režisér v Glee, Robert Ulrich.

### Volání zpět
Během volání účastníků zpět je vybrána spodní trojice (tři soutěžící, kteří za ostatními v epizodě v něčem pokulhávali). Jsou zkritizování porotci za své výkony. Porotci jsou Robert Ulrich a Zach Woodle (v osmé epizodě ho nahradila Nikki Anders). Poté si vyberou píseň, kterou budou zpívat, aby se „zachránili“.

### Poslední šance
Spodní trojice týdne předvádí písně, které si připravili před Ryanem Murphym a porotci. Ryan pak s nimi společně vybere nejslabšího člena, kterého vyloučí.

### Závěrečné volání zpět
Na rozdíl od většiny reality show, tak zde nejsou soutěžící přímo informováni, když ze soutěže vypadnou. Spodní trojice je upozorněna, když je uveřejněn seznam a zde objeví, jestli postupují, nebo jestli jsou vyřazení. Po vyřazení zpívá vyřazený soutěžící kousek písně "Keep Holding On" od Avril Lavigne se zbytkem soutěžících, kteří slouží jako sbor.

## První série

### Soutěžící
| Soutěžící            | Věk | Pochází z                    | Výsledek        | Datum vyloučení   |
| -------------------- | --- | ---------------------------- | --------------- | ----------------- |
| Damian McGinty       | 18  | Derry City, Severní Irsko    | Vítěz           | -                 |
| Samuel Larsen        | 19  | Los Angeles, Kalifornie      | Vítěz           | -                 |
| Lindsay Pearce       | 19  | Modesto, Kalifornie          | Finalistka      | -                 |
| Alex Newell          | 18  | Lynn, Massachusetts          | Finalista       | -                 |
| Hannah McIalwain     | 19  | Asheville, Severní Karolína  | Osmá vyřazená   | 7. srpna 2011     |
| Cameron Mitchell     | 21  | Fort Worth, Texas            | Sedmý vyřazený  | 31. července 2011 |
| Marissa von Bleicken | 19  | New York, New York           | Šestá vyřazená  | 24. července 2011 |
| Matheus Fernandes    | 19  | Atlanta, Georgie             | Pátý vyřazený   | 17. července 2011 |
| McKynleigh Abraham   | 19  | Paducah, Kentucky            | Čtvrtá vyřazená | 10. července 2011 |
| Emily Vásquez        | 22  | New York, New York           | Třetí vyřazená  | 26. června 2011   |
| Ellis Wylie          | 18  | Grayslake, Illinois          | Druhá vyřazená  | 19. června 2011   |
| Bryce Ross-Johnson   | 22  | Westlake Village, Kalifornie | První vyřazený  | 12. června 2011   |

### Epizody
| Epizoda celkově | Pořadí v sérii | Název epizody | Hostující porotce          | Datum vysílání    | Vyřazen/a   |
| --- | -------------- | ------------- | -------------------------- | ----------------- | ----------- |
| 1 | 0              | The Top 12    | N/A                        | 12. června 2011   | N/A         |
| Castingový speciální díl, který ukazuje výběr soutěžících. |                |               |                            |                   |             |
| 2 | 1              | Individuality | Darren Criss               | 12. června 2011   | Bryce       |
| - Domácí úkol: "Signed, Sealed, Delivered I'm Yours" – Stevie Wonder - Vítěz: Matheus - Videoklip: "Firework" – Katy Perry - Poslední šance: - Damian – "Jessie's Girl" – Rick Springfield - Bryce – "Just the Way You Are" – Bruno Mars – Vyřazen - Ellis – "Big Spender" – Sweet Charity |                |               |                            |                   |             |
| 3 | 2              | Theatricality | Idina Menzel               | 19. června 2011   | Ellis       |
| - Domácí úkol: "Bad Romance" – Lady Gaga - Vítěz: Alex - Videoklip: "We're Not Gonna Take It" – Twisted Sister - Poslední šance: - Ellis – "Mack the Knife" – The Threepenny Opera – Vyřazen - Matheus – "Gives You Hell" – The All-American Rejects - McKynleigh – "Piece of My Heart" – Janis Joplin |                |               |                            |                   |             |
| 4 | 3              | Vulnerability | Dot Jones                  | 26. června 2011   | Emily       |
| - Domácí úkol: "Please Don't Leave Me" – Pink - Vítěz: Matheus - Videoklip: "Mad World" – Michael Andrews featuring Gary Jules - Poslední šance: - Cameron – "Your Song" – Elton John - Emily – "Grenade" – Bruno Mars – Vyřazena - Damian – "Are You Lonesome Tonight?" – Elvis Presley |                |               |                            |                   |             |
| 5 | 4              | Dance Ability | Harry Shum mladší          | 10. července 2011 | Mc Kynleigh |
| - Domácí úkol: "Hey, Soul Sister" – Train - Vítěz: Samuel - Videoklip: "U Can't Touch This" – MC Hammer - Poslední šance: - McKynleigh – "Last Name" – Carrie Underwood – Vyřazena - Matheus – "Down" – Jay Sean - Alex – "I Will Always Love You" – Whitney Houston |                |               |                            |                   |             |
| 6 | 5              | Pairabilty    | Darren Criss               | 17. července 2011 | Matheus     |
| - Domácí úkol: "Need You Now" – Lady Antebellum - Vítěz: Marissa - Videoklipy: - Damian & Matheus – "The Lady Is a Tramp" – Sammy Davis, Jr. - Hannah & Alex – "Nowadays" – Chicago - Marissa & Samuel – "Don't You Want Me" – The Human League - Cameron & Lindsay – "Baby, It's Cold Outside" – Frank Loesser - Poslední šance: - Hannah & Alex – "Valerie" – The Zutons (coververze od Marka Ronsona a Amy Winehouse) - Damian & Matheus – "These Boots Are Made for Walkin'" – Nancy Sinatra - Cameron & Lindsay – "River Deep – Mountain High" – Ike & Tina Turner - Spodní trojice: - Alex - Cameron - Matheus – Vyřazen |                |               |                            |                   |             |
| 7 | 6              | Tenacity      | Max Adler                  | 24. července 2011 | Marissa     |
| - Domácí úkol: "Bulletproof" – La Roux - Vítěz: Marissa - Videoklip: "Ice Ice Baby" – Vanilla Ice / "Under Pressure" – Queen featuring David Bowie - Poslední šance: - Alex – "And I Am Telling You I'm Not Going" – Dreamgirls - Marissa – "Hate On Me" – Jill Scott – Vyřazena - Cameron – "Love Can Wait" – Cameron Mitchell Poznámka: Hostující porotce Max Adler se také objevuje ve videoklipu jako Dave Karofsky. |                |               |                            |                   |             |
| 8 | 7              | Sexuality     | Mark Salling & Ashley Fink | 31. července 2011 | Cameron     |
| - Domácí úkol: "Like A Virgin" – Madonna - Vítěz: Samuel - Videoklip: "Teenage Dream" – Katy Perry - Poslední šance: - Alex – "I Will Survive" – Gloria Gaynor - Cameron – "Blackbird" – The Beatles – Odešel - Damian – "Danny Boy" – Frederic Weatherly Poznámka: Ryan Murphy prozradil Cameronovi, že svým odchodem zachránil Damiana před vyřazením. |                |               |                            |                   |             |
| 9 | 8              | Believality   | Jenna Ushkowitz            | 7. srpna 2011     | Hannah      |
| - Domácí úkol: "True Colors" – Cyndi Lauper - Vítěz: Hannah - Videoklip: "The Only Exception" – Paramore - Poslední šance: - Hannah – "Back to December" – Taylor Swift – Vyřazena - Lindsay – "Maybe This Time" – Cabaret - Samuel – "Animal" – Neon Trees |                |               |                            |                   |             |
| 10 | 9              | Generosity    | Kevin McHale               | 14. srpna 2011    | N/A         |
| - Domácí úkol: "Lean On Me" – Bill Withers - Vítěz: Lindsay - Videoklip: "Sing" – My Chemical Romance - Poslední šance: - Alex – "His Eye Is on the Sparrow" – Civilla D. Martin - Lindsay – "Defying Gravity" – Čarodějka - Damian – "I've Gotta Be Me" – Sammy Davis, Jr. - Samuel – "My Funny Valentine" – Babes in Arms Tento týden nebyl nikdo vyřazen. |                |               |                            |                   |             |
| 11 | 10             | Glee-ality    | Ryan Murphy                | 21. srpna 2011    | N/A         |
| - Domácí úkol: "Don't Stop Believin'" – Journey - Videoklip: "Raise Your Glass" – Pink - Poslední šance: - Lindsay – "Gimme Gimme" – Thoroughly Modern Millie - Damian – "Beyond the Sea" – Charles Trenet - Samuel – "Jolene" – Dolly Parton - Alex – "I Am Changing" – Dreamgirls Poznámka: Všichni dříve vyřazení soutěžící se objevili ve videoklipu. Výherci, kteří získali účinkování v Glee na 7 epizod : Samuel Larsen & Damian McGinty Finalisti, kteří získali účinkování v Glee na 2 epizody: Alex Newell & Lindsay Pearce                                                                                          |                |               |                            |                   |             |

### Proces soutěžících
| Damian     | RISK  | IN    | RISK  | IN    | IN    | IN   | RISK   | IN   | RISK | VÝHRA (7) |  |  |  |
| Samuel     | IN    | IN    | IN    | VÝHRA | IN    | IN   | VÝHRA  | RISK | RISK | VÝHRA (7) |  |  |  |
| Lindsay    | IN    | IN    | IN    | IN    | IN    | IN   | IN     | RISK | V/R  | VÝHRA (2) |  |  |  |
| Alex       | IN    | VÝHRA | IN    | RISK  | RISK  | RISK | RISK   | IN   | RISK | VÝHRA (2) |  |  |  |
| Hannah     | IN    | IN    | IN    | IN    | IN    | IN   | IN     | V/O  |      |           |  |  |  |
| Cameron    | IN    | IN    | RISK  | IN    | RISK  | RISK | ODEŠEL |      |      |           |  |  |  |
| Marissa    | IN    | IN    | IN    | IN    | VÝHRA | V/O  |        |      |      |           |  |  |  |
| Matheus    | VÝHRA | RISK  | VÝHRA | RISK  | OUT   |      |        |      |      |           |  |  |  |
| McKynleigh | IN    | RISK  | IN    | OUT   |       |      |        |      |      |           |  |  |  |
| Emily      | IN    | IN    | OUT   |       |       |      |        |      |      |           |  |  |  |
| Ellis      | RISK  | OUT   |       |       |       |      |        |      |      |           |  |  |  |
| Bryce      | OUT   |       |       |       |       |      |        |      |      |           |  |  |  |

Legenda
 VÝHRA  Soutěžící vyhrál domácí úkol a nebyl ve spodní trojici.

 V/R  Soutěžící vyhrál domácí úkol, byl ve spodní trojici, ale nevypadl.

 RISK  Soutěžící byl ve spodní trojici, ale nebyl vyřazen.

 OUT  Soutěžíci byl vyřazen.

 V/O  Soutěžící vyhrál domácí úkol, ale byl vyřazen.

 ODEŠEL  Soutěžící byl ve spodní trojici a rozhodl se opustit soutěž.

 VÝHRA (7)  Soutěžící vyhrál účinkování v Glee na 7 epizod.

 VÝHRA (2)  Soutěžící vyhrál účinkování v Glee na 2 epizody.

## Druhá série

### Soutěžící
| Soutěžící           | Věk | Pochází z             | Výsledek           | Datum vyřazení    |
| ------------------- | --- | --------------------- | ------------------ | ----------------- |
| Blake Jenner        | 19  | Miami, Florida        | Vítěz              | N/a               |
| Ali Stroker         | 24  | New York, New York    | Finalistka         | N/a               |
| Aylin Bayramoglu    | 19  | Chicago, Illinois     | Finalistka         | N/a               |
| Lily Mae Harrington | 19  | Dennis, Massachusetts | Jedenáctá vyřazená | 7. srpna 2012     |
| Michael Weisman     | 18  | Chicago, Illinois     | Desátý vyřazený    | 7. srpna 2012     |
| Shanna Henderson    | 21  | Auburn, Alabama       | Devátá vyřazená    | 31. července 2012 |
| Abraham Lim         | 24  | San Diego, Kalifornie | Osmý vyřazený      | 24. července 2012 |
| Nellie Veitenheimer | 19  | Tacoma, Washington    | Sedmá vyřazená     | 17. července 2012 |
| Charlie Lubeck      | 22  | Chicago, Illinois     | Šestý vyřazený     | 10. července 2012 |
| Mario Bonds         | 24  | Lanham, Maryland      | Pátý vyřazený      | 3. července 2012  |
| Tyler Ford          | 21  | Boca Raton, Florida   | Čtvrtý vyřazený    | 26. června 2012   |
| Dani Shay           | 23  | Orlando, Florida      | Třetí vyřazená     | 12. června 2012   |
| Taryn Douglas       | 22  | Detroit, Michigan     | Druhá vyřazená     | 12. června 2012   |
| Maxfield Camp       | 22  | Nashville, Tennessee  | První vyřazený     | 5. června 2012    |

### Epizody
| Epizoda celkově | Pořadí v sérii | Název epizody                           | Hostující porotce                           | Datum vysílání    | Vyřazen/a          |
| --- | -------------- | --------------------------------------- | ------------------------------------------- | ----------------- | ------------------ |
| 12 | 0              | The Glee Project Season 2: The Final 14 | Samuel Larsen, Damian McGinty & Alex Newell | 2. června 2012    | N/A                |
| Castingový speciální díl, který ukazuje výběr soutěžících pro druhou sérii pořadu. |                |                                         |                                             |                   |                    |
| 13 | 1              | Individuality                           | Lea Michele                                 | 5. června 2012    | Maxfield           |
| - Domácí úkol: "Born This Way" – Lady Gaga - Vítěz: Shanna - Videoklip: "Here I Go Again" – Whitesnake - Poslední šance: - Aylin – "Without You" – David Guetta feat. Usher - Tyler – "ABC" – The Jackson 5 - Maxfield – "Always on My Mind" – Willie Nelson – Vyřazen |                |                                         |                                             |                   |                    |
| 14 | 2              | Dance-ability                           | Samuel Larsen                               | 12. června 2012   | Taryn a Dani       |
| - Domácí úkol: "Bad Romance" – The Go-Go's - Vítěz: Abraham - Videoklip: "Party Rock Anthem" – LMFAO - Poslední šance: - Dani – "Landslide" – Fleetwood Mac – Vyřazena - Tyler – "Daniel" – Elton John - Lily – "Man! I Feel Like a Woman!" – Shania Twain Poznámka: Taryn opustila soutěž ještě před zadáním domácího úkolu. |                |                                         |                                             |                   |                    |
| 15 | 3              | Vulnerability                           | Cory Monteith                               | 19. června 2012   | N/A                |
| - Domácí úkol: "My Life Would Suck Without You" – Kelly Clarkson - Vítěz: Nellie - Videoklip: "Everybody Hurts" – R.E.M. - Poslední šance: - Lily – "Mercy" – Duffy - Charlie – "Fix You" – Coldplay - Mario – "Over the Rainbow" Tento týden nebyl nikdo vyřazený. |                |                                         |                                             |                   |                    |
| 16 | 4              | Sexuality                               | Naya Rivera                                 | 26. června 2012   | Tyler              |
| - Domácí úkol: "I Wanna Sex You Up" – Color Me Badd - Vítěz: Charlie - Videoklip: "Moves Like Jagger" – Maroon 5 featuring Christina Aguilera/"Milkshake" – Kelis - Poslední šance: - Charlie – "I Get a Kick Out of You" – Cole Porter - Tyler – "Smile" – Charlie Chaplin – Vyřazen - Michael – "Lucky" – Jason Mraz feat. Colbie Caillat Poznámka: Mary Gillis má ve videoklipu cameo jako paní Haghergová. |                |                                         |                                             |                   |                    |
| 17 | 5              | Adaptability                            | Kevin McHale                                | 3. července 2012  | Mario              |
| - Domácí úkol: "You Oughta Know" – Alanis Morissette - Vítěz: Aylin - Videoklip: "Price Tag" – Jessie J - Poslední šance: - Nellie & Blake – "Waiting for a Girl Like You" – Foreigner - Ali & Abraham – "Last Friday Night" – Katy Perry - Mario & Charlie – "Don't Let the Sun Go Down on Me" – Elton John - Spodní trojice: - Abraham - Charlie - Mario – Vyřazen |                |                                         |                                             |                   |                    |
| 18 | 6              | Fearlessness                            | Jane Lynch                                  | 10. července 2012 | Lily               |
| - Domácí úkol: "Now That We Found Love" – Heavy D & The Boyz - Vítěz: Lily - Videoklip: "Hit Me With Your Best Shot" – Pat Benatar / "One Way or Another" – Blondie - Poslední šance: - Aylin – "Take a Bow" – Rihanna - Charlie – "It's Not Unusual" – Tom Jones – Vyřazen - Nellie – "If I Were a Boy" – Beyoncé Poznámka: Rock Anthony měl ve videoklipu cameo jako Rick "The Stick" Nelson. |                |                                         |                                             |                   |                    |
| 19 | 7              | Theatricality                           | Grant Gustin                                | 17. července 2012 | Nellie             |
| - Domácí úkol: "I Hope I Get It" – A Chorus Line - Vítěz: Ali - Videoklip: "When I Grow Up" – Pussycat Dolls - Poslední šance: - Nellie – "I'm the Only One" – Melissa Etheridge – Vyřazena - Abraham – "Stereo Hearts" – Gym Class Heroes feat. Adam Levine - Lily – "Someone Like You" – Adele Poznámka: Ve videoklipu byl každý soutěžící převlečen za hudební ikonu: Abraham jako David Bowie, Ali jako Katy Perry, Aylin jako Madonna, Blake jako Boy George, Lily jako Cyndi Lauper, Michael jako Elvis Presley, Nellie jako Britney Spears a Shanna jako Lady Gaga. |                |                                         |                                             |                   |                    |
| 20 | 8              | Tenacity                                | Amber Riley                                 | 24. července 2012 | Abraham            |
| - Domácí úkol: "Survivor" – Destiny's Child - Vítěz: Ali - Videoklip: "Eye of the Tiger" – Survivor - Poslední šance: - Michael – "Brick" – Ben Folds Five - Abraham – "Man in the Mirror" – Michael Jackson – Vyřazen - Lily – "I'm the Greatest Star" – Funny Girl |                |                                         |                                             |                   |                    |
| 21 | 9              | Romanticality                           | Darren Criss                                | 31. července 2012 | Shanna             |
| - Domácí úkol: "More Than Words" – Extreme - Vítěz: Blake - Videoklip: "We Found Love" – Rihanna - Poslední šance: - Aylin – "The First Time Ever I Saw Your Face" – Roberta Flack - Blake – "Losing My Religion" – R.E.M. - Shanna – "Stronger" – Kelly Clarkson – Vyřazena Poznámka: Nuno Bettencourt ze skupiny Extreme doprovodil soutěžící na kytaru při plnění jejich domácího úkolu. Iqbal Theba měl ve videoklipu opět cameo jako ředitel Figgins. |                |                                         |                                             |                   |                    |
| 22 | 10             | Actability                              | Dianna Agron                                | 7. srpna 2012     | Michael a Lily Mae |
| - Domácí úkol: "Addicted to Love" – Robert Palmer - Vítěz: Michael - Videoklip: "Perfect" – Pink - Poslední šance: - Michael – "Girls Just Want to Have Fun" – Cyndi Lauper – Vyřazen - Lily Mae – "Son of a Preacher Man" – Dusty Springfield – Vyřazena - Ali – "Here's to Us" – Halestorm - Blake – "I'm Still Standing" – Elton John - Aylin – "Fighter" – Christina Aguilera |                |                                         |                                             |                   |                    |
| 23 | 11             | Glee-ality                              | Chris Colfer                                | 14. srpna 2012    | N/A                |
| - Domácí úkol: "You Can't Stop the Beat" – Hairspray - Vítězi: Ali, Aylin a Blake - Videoklip: "Tonight Tonight" – Hot Chelle Rae - Poslední šance: - Ali – "Popular" – Čarodějka - Blake – "I'll Be" – Edwin McCain - Aylin – "Rolling in the Deep" – Adele Poznámka: Damian McGinty se ve videoklipu objevil jako Rory Flanagan stejně jako všichni dříve vyřazení soutěžící z druhé série. Vyřazení soutěžící také k písni zpívali doprovodné vokály. Vítěz série a výherce, který získal účinkování v Glee po sedm epizod: Blake Jenner                                |                |                                         |                                             |                   |                    |

## Mezinárodní vysílání
| Země/ Oblast                                                                                | Televizní kanál                 | Poprvé vysíláno                           |
| ------------------------------------------------------------------------------------------- | ------------------------------- | ----------------------------------------- |
| Austrálie                                                                                   | Eleven (první série)            | 15. července 2011                         |
| Austrálie                                                                                   | Network Ten (druhá série)       | 16. června 2012                           |
| Brazílie                                                                                    | Fox Brasil                      | 26. června 211                            |
| Kanada                                                                                      | Slice Global Television Network | 26. června 2011                           |
| Francie                                                                                     | W9                              | 29. února 2012 (zrušeno po druhé epizodě) |
| Japonsko                                                                                    | Skachan Fox Japan               | 29. června 2011 25. září 2011             |
| Nový Zéland                                                                                 | FOUR                            | 8. srpna 2011                             |
| Filipíny                                                                                    | ETC, Jack TV                    | 13. června 2011                           |
| Filipíny                                                                                    | STAR World                      | 17. října 2011                            |
| Portugalsko                                                                                 | Fox Life                        | 25. listopadu 2011                        |
| Jihovýchodní Asie Hongkong Indonésie Malajsie Myanmar (Barma) Singapur Čína Thajsko Vietnam | STAR World                      | 15. srpna 2011                            |
| Turecko                                                                                     | Fox Life                        | 12. prosince 2011                         |
| Spojené království                                                                          | Sky1 PickTV                     | 13. července 2011                         |
| Spojené státy americké (původní vysílání)                                                   | Oxygen                          | 12. června 2011                           |